# Департамент по экономическим и социальным вопросам ООН
Департамент по экономическим и социальным вопросам ООН (ДЭСВ, англ. United Nations Department of Economic and Social Affairs, UN DESA) — часть  Секретариата ООН, финансируемая за счет регулярных долевых взносов государств-членов ООН. Департамент был реорганизован в его нынешнем виде в 1997 году и c июля 2022 г. ДЭСВ возглавляет Ли Чжуньхуа (Китай). Заместитель Генерального секретаря по экономическим и социальным вопросам управляет ДЭСВ, консультирует Генерального секретаря по вопросами устойчивого социального и экономического развития, и поддерживает тесные отношения с правительствами, агентствами ООН и другими гражданскими организациями. Заместитель Генерального секретаря также созывает Исполнительный комитет по экономическим и социальным вопросам, сообщество Секретариата ООН для совместного планирования и разработки действий касательно экономических и социальных вопросов.
Согласно миссии Департамент по экономическим и социальным вопросам Секретариата Организации Объединённых Наций выполняет функции жизненно важного передаточного звена, обеспечивающего преобразование глобальных стратегий в экономической, социальной и экологической сферах в конкретные действия на национальном уровне. 
Департамент работает в трех главных взаимосвязанных областях: 
- Сбор, подготовка и анализ широкого круга экономических, социальных и экологических данных и информации, которые используются государствами — членами Организации Объединённых Наций при обсуждении общих проблем и рассмотрении альтернативных вариантов политики;
- Способствование проведению государствами-членами на многих межправительственных форумах переговоров по обсуждению совместных действий по решению существующих или возникающих глобальных проблем;
- Консультация заинтересованных правительств относительно путей и средств выработки на основе рамочных стратегий, разработанных на конференциях и встречах на высшем уровне Организации Объединённых Наций, программ на страновом уровне и оказывает по линии технической помощи содействие в укреплении национального потенциала.[4]

## Структура ДЭСВ
- Департамент по экономическим и социальным вопросам ООН состоит из следующих отделов:

- Управление по финансированию развития
- Управление по поддержке Экономического и Социального Совета и координации
- Канцелярия Специального советника Генерального секретаря по гендерным вопросам и улучшению положения женщин
- Отдел по улучшению положения женщин
- Отдел социальной политики и развития
- Секретариат Форума ООН по лесам
- Статистический отдел ООН
- Отдел по устойчивому развитию
- Отдел народонаселения
- Отдел политики и анализа в области развития
- Отдел государственно-административной деятельности и управления развитием